# 276 Адельгейда
276 Адельге́йда (276 Adelheid) — астероїд головного поясу, відкритий 17 квітня 1888 року Йоганном Палізою у Відні.
Тіссеранів параметр щодо Юпітера — 3,106.